# 中国四大美人
中国四大美人（ちゅうごくしだいびじん、中: 中国古代四大美女、英: Four Beauties, Four Great Beauties）とは、中国の歴史上において特に美人とされる四人の女性。

## 概要

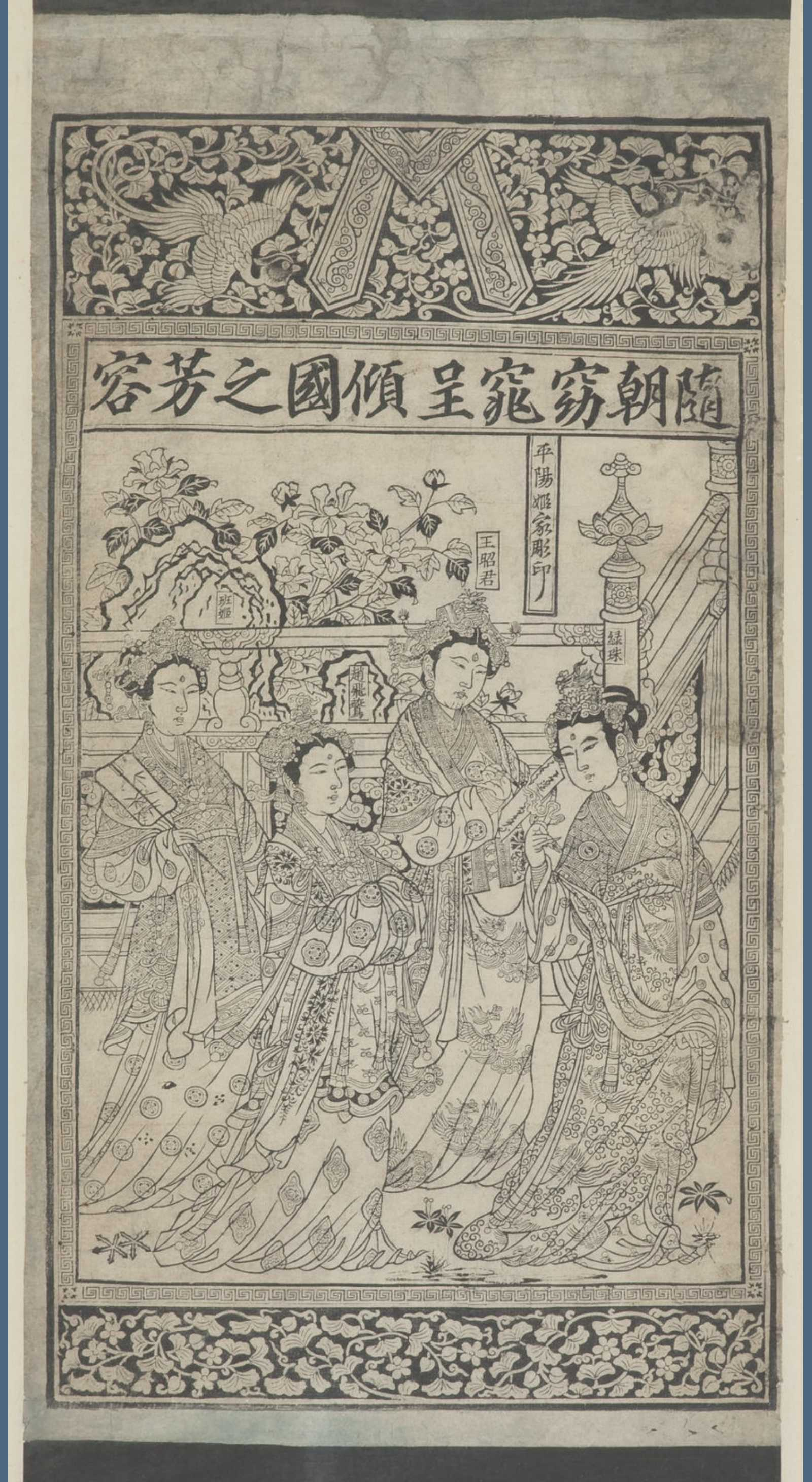
元・明に認知された四大美人。班婕妤、趙飛燕、緑珠、王昭君

一般に次の四人の女性を指す。
1. 西施（春秋時代）[3]
2. 王昭君（前漢）
3. 貂蝉（後漢）
4. 楊貴妃（唐）

### 別説
貂蝉のみ三国志演義の創作の人物であり、実在の人物ではない。異説として卓文君（前漢）を加え、王昭君を除くこともある。いずれにせよ西施と楊貴妃の二人は不動である。
また、昔の四大美人説は今の通説とは違い、南宋では王昭君、班婕妤（前漢）、趙飛燕（前漢）、緑珠（西晋）が四大美人に挙げられた（『四美図』より）。明では卓文君、王昭君、趙飛燕、緑珠が四大美人に挙げられた（『四美人咏』より）。清の中期では西施、虞姫（西楚）、王昭君、緑珠、紅拂が五大美人に挙げられた（『紅楼夢』五美吟より）。現在の通説は、比較的遅れて現れたと考えられている。

## 名称
「沈魚落雁」・「閉月羞花」はどちらも絶世の美人を表す四字熟語である（「沈魚落雁閉月羞花」も同じ）。「四美人」という画題として扱う場合は「沈魚美人」「落雁美人」「閉月美人」「羞花美人」の四人を連作した物を言う。
また、沈魚落雁という熟語は、毛嬙と麗姫の二人の美女を指す（『荘子』「毛嬙 麗姫 人之所美也 魚見之深入 鳥見之高飛 」より）。閉月羞花という熟語は、元代の雑劇に由来すると考えられているが、特定の人物を指すわけではない。「沈魚美人」「落雁美人」「閉月美人」「羞花美人」の呼び方は近代の産物であり、清末までにはほとんどみられない。
俗説では絶世の美女である彼女達にも一点ずつ欠点があったとも言われる。
沈魚美人：西施
美の化身であり、美人の代名詞。「情人眼里出西施」（恋人の目には相手が西施に見える。あばたもえくぼ）という諺は、今でもよく使われる。西施が川辺で洗濯をしていたところ、あまりの美しさに引き寄せられてしまった魚が泳ぐことすら忘れ、川底へ沈んでしまったと伝えられる。俗説では、大根足が欠点であったという。
落雁美人・王昭君
漢の元帝（在位：BC48 - BC33）の時、匈奴を懐柔するため後宮の女官を一人、匈奴の王に妻として差し出すことにした。どうせくれてやるなら不美人を選ぼう、と宮女の似顔絵帳の中から王昭君を選び出す。別れに臨み王昭君と面会した皇帝は彼女の美しさに驚き、悔やんだ。王昭君は画家（毛延壽）にわいろを贈らなかったため不美人に描写されていたのだ。画家は死刑になった。秋の良く晴れた日、王昭君は匈奴へと旅立つ。いよいよ辺塞の地に入るというところで、彼女は琴をかき鳴らし，離別を悲しむ曲を奏でた。折しも南へ行く雁が翼を動かすことも忘れ地上に落下したという。俗説では、撫で肩が欠点であったという。
閉月美人・貂蝉
『三国志演義』で有名だが、中国四大美人の中でただ一人架空の人物である。
後漢の献帝（在位：189 - 220）の大臣・王允（137 - 192）の歌姫。元は孤児であったが王允が引き取り、実の娘のように諸芸を学ばせて育てた。貂蝉が花園で月を眺めていると突如風が吹いてきて、雲が中秋の名月を覆い隠した。それを見た王允はわが娘がいかに美しいかを吹聴した。曰く「娘は月と美を競い、月はかなわぬと見るや雲間に身を隠した」と。俗説では、耳の小さいことが欠点であったという。
羞花美人・楊貴妃
貴妃に選ばれたはよいが、宮中に閉じ込められ故郷に帰ることもままならぬわが身を嘆いて花に話しかける。彼女が花に触れるとたちまち花はしぼみ、葉は閉じた。その花はたまたまオジギソウだったのだが。その様子を目にした宮女は周囲に言いふらした：「楊玉環（楊貴妃の本名）は花と美しさを比べ、花の方がはじらい、頭を下げてしぼんでしまった」。「花も恥じらう乙女」という日本語の語源でもある。俗説では、腋臭が欠点であったという。